# 3297 Hong Kong
3297 Hong Kong este un asteroid din centura principală, descoperit pe 26 noiembrie 1978, de Observatorul Zijinshan.